# Agama anchietae
Agama anchietae är en ödleart som beskrevs av Bocage 1896. Agama anchietae ingår i släktet Agama och familjen agamer. Inga underarter finns listade i Catalogue of Life. Artepitet i det vetenskapliga namnet hedrar José de Anchieta som var en upptäcktsresande från Spanien.
Arten förekommer i Afrika från Gabon och Kongo-Kinshasa till nordvästra Sydafrika. Honor lägger ägg.